# VH1 India
A VH1 India zenecsatorna az MTV Networks része volt, és az angol VH1 csatorna indiai változata volt. A csatorna 2005-ben indult Indiában, a szintén ugyancsak Indiában látható MTV India csatornával együtt. A csatorna elsősorban a 13-35 éves korosztályt célozta meg kínálatával, melyben elsősorban – mint az európai változatban is – a nemzetközi zene volt a fő termék. Emellett gyakran láthatóak voltak dokumentumfilmek és koncertek is. A csatorna 2025. március 14-én megszűnt.
A csatorna lehetőséget adott, illetve támogatta indiai művészek bemutatkozását is a csatornán. 

## Társcsatornák
A VH1 India elérhető volt a legtöbb kábeltelevíziós hálózaton Indiában, többek között a One Alliance hálózatán is az alábbi televíziós csatornákkal együtt.
- Animal Planet Asia
- Discovery Channel Asia
- Discovery Travel & Living Asia
- SET India
- SET Max
- SAB TV
- Aaj Tak
- NDTV India
- Headlines Today
- Animax India
- Nick India
- Discovery Turbo Asia

## Műsorok
- Pimp My Ride
- The Fabulous Life
- Daily 10
- P!nk
- Mix Tape
- Legends
- Rock Rules
- VH1 Classic
- Good Morning VH1
- Top 10
- Saturday Night Live
- South Park
- Jersey Shore
- Love Is...
- Streets Of Hollywood
- Then Now
- World Stage
- The Osbournes
- Hip Hop Hustle
- Left of Centre
- Cardio Videos
- Hit Factory
- Headbangers Ball
- Mix Tape
- VH1 New
- Celebrity Bites
- Playlist
- Block Party

## Lásd még
- MTV India

## Linkek
- Official VH1 India Site
- Official Site Viacom 18
- Viacom
- Network 18 Archiválva 2018. augusztus 16-i dátummal a Wayback Machine-ben